# Пловська
Пло́вська (рос. Пловская) — присілок у складі Лузького району Кіровської області, Росія. Входить до складу Лузького міського поселення.
Населення становить 2 особи (2010, 9 у 2002).
Національний склад станом на 2002 рік — росіяни 100 %.